# Hatten i skyggen
 Der er for få eller ingen kildehenvisninger i denne artikel, hvilket er et problem. Du kan hjælpe ved at angive troværdige kilder til de påstande, som fremføres i artiklen.

Hatten i skyggen er en improviseret komedieserie i otte afsnit sendt på DR1 for første gang i 2002.
Serien foregår i Nørre Omme Statsfængsel. Søren Østergaard, Niels Olsen, Søren Hauch-Fausbøll, Torben Zeller og Claus Bue er de fem skuespillere, som skal improvisere sig igennem et afsnit ad gangen. Skuespillerne får kun en overskrift til hver scene, så de må improvisere resten med lidt hjælp fra dirigent Gunnar Frøberg. Hver skuespiller har mindst to roller; Søren Hauch-Fausbøll har den absolutte hovedrolle: den lidt tossede, generte og konfliktsky fængelsbetjent Herman Clausen. Han har også to biroller.

## Handlingen
Fængselsbetjent Clausen arbejder i Nørre Omme Statsfængsel, som har to fanger: Mester-Hjernen Gearløs og musikeren H.U.G..
Clausen hader sin kone Jytte, der er meget ældre end han og mishandler ham. Hans chef er den sure gamle fængselsdirektør Ringbur. I smug skriver Clausen små kærlighedsdigte til studieværten Misse Mandal, som han er noget så forelsket i. Højdepunktet på hans dag er, når han under morgenmøde med chefen ser Misse Mandals Morgen TV. 
Men en dag sker der noget drastisk i Nørre Omme Statsfængsel; to fanger bryder nemlig IND i fængslet. Gøgler og Luffe, som de to fanger hedder, er brudt ind for at være sammen med deres gamle ven Gearløs. 
En psykolog er hyret til at arbejde med fangerne for at få opsat en musical sammen med dem. Og få bevilget EU-penge til fængslet, så det kan blive lige så lukket som Bagdad-fængslet. Det er direktørens store ønske. Direktøren, som er ræd for psykologer, er ikke meget for dramaprojektet, men da han finder ud af, at han kan tjene en masse penge på det, går han med til det. Mens psykologen er ved at udvikle projektet og er ved at udvikle fangerne personligt, er fangerne selv i gang med at sætte fart på EU-pengene, som de kan få bevilget, og de er ved at lægge store planer om, hvordan de selv kan få fat i pengene. Alt imens er Clausen og Jyttes forhold ved at smuldre fuldstændigt, og Clausen er stadig meget forelsket i Misse. Flere gange opdager Jytte et digt i Clausens jakke, men han bortforklarer navnet Misse, ved at sige at de har fået en kat i fængslet, der hedder Misse. 
En dag kommer Misse Mandal forbi for at interviewe fangen Gøgler, som jo er brudt IND i Nørre Omme Statsfængsel. Under dette interview stjæler Gøgler et smukt digt fra Clausen og reciterer det for Misse, som bliver fuldstændig forgabt i Gøgler. Et par dage efter er Gøgler inde i Morgen TV hos Misse, hvilket forundrer Fængelsdirektøren noget. Her har han igen stjålet et digt fra Clausen, denne gang på fransk. Og endnu en gang bliver Misse helt forgabt i ham. 
EU-bevillingen er nu gået igennem, men de er stødt på problemer. Gearløs' gamle ærkefjende, mafiabossen Ramboni, er ude efter de samme penge og befinder sig pludselig i Nørre Omme Statsfængsel og vil gerne fængsles. Han bliver smidt ind i celle 3, og det kommer så frem fra Gearløs, at grunden til at han og Ramboni er ærkefjender, er, at han engang har forført hans kone. Og billedet af Rambonis søn ligner Gearløs noget mere end det ligner Ramboni. Psykologen vil gerne have historien ført ud i livet og hypnotiserer Gearløs til at genopleve den dag, hvor han forførte Rambonis forlovede, Bruschetta. 
En nat, da hverken Direktøren eller Clausen er i fængslet, får Gøgler lokket Ramboni til at se et indisk rebtrick Det er en afledningsmanøvre for at få bundet ham. Gøgler, Gearløs og Luffe smider så Ramboni ud af fængslet. 
Pengene fra EU ankommer kort før premieren på musicalen. De ligger i en sportstaske som den, Clausen har fået med hjemmefra, da han blev smidt ud! Jytte kommer forbi fængslet for at hilse på sin elsker, fængselsdirektør Ringbur. De har et særpræget erotisk forhold også til Ringburs udstoppede hest, Ibrahim. 
I al denne forvirring blomstrer romantikken også mellem fangen Luffe og psykologen. Misse kommer endnu en gang forbi fængslet for at interviewe Gøgler, men denne gang er Clausen forberedt og har med vilje placeret et digt, som Gøgler stjæler, og i det står at Misse er en fed grim gammel kone. Clausen afslutter dog digtet på smukkeste vis, og Misse forstår, hvad der er gået galt og indser, at det er Clausen der har været digteren hele tiden. Clausen får endelig sin Misse, og de tager hjem til ham. 
Nu er det endelig premiere på den store musical – om burhaner. Samtidig får fangerne lokket ud af Clausen, hvor EU-pengene ligger gemt. De har planlagt at stikke af med dem, så snart musicalen er overstået. Premieren løber af stablen, og fangerne flygter med pengene, men efterlader halvdelen til Clausen, fordi han har hjulpet dem så meget. Misse kommer forbi fængslet for at anmelde musicalen og for at interviewe skuespilleren Ramboni. Men Clausen indser, at de andre fanger må have taget pengene og ender med at finde de penge, som fangerne har efterladt. 
Ramboni, som er ladt tilbage, er pludselig alene med psykologen, som han flirtede heftigt med tidligere på dagen for at slippe for ballade. Nu vil hun giftes og være sammen med ham for evigt. 
Historien ender med, at vi ser billeder af de forskellige personer i serien: Misse og Clausen, som er på bryllupsrejse, og som ender med at få deres eget TV program. Fængselsdirektør Ringbur og Jytte som flytter sammen i fængslet. Luffe, Gøgler og Gearløs som åbner deres eget casino i Las Vegas, og sidst men ikke mindst psykologen og Ramboni som tager på ferie. 

## Rollefordeling
- Søren Hauch-Fausbøll – Fængelsbetjent Herman Clausen, Bruschetta og italiensk fængelsbetjent.
- Søren Østergaard – Gøgler, Psykologen
- Niels Olsen – Luffe, Misse Mandal
- Claus Bue – Jytte, Gearløs
- Torben Zeller – Fængelsdirektør Ringbur, Ramboni